# Александер, Чарльз
Чарльз Фред Александер-младший (англ. Charles Fred Alexander Jr., 28 июля 1958, Галвестон, Техас) — игрок в американский футбол, раннинбек. На протяжении семи сезонов выступал в НФЛ за клуб «Цинциннати Бенгалс».

## Карьера
После окончания школы, в 1975 году, Чарльз поступил в Университет штата Луизиана. На протяжении четырёх сезонов он играл за команду «ЛСЮ Тайгерс», выступавшую в Юго-Восточной конференции чемпионата NCAA. В 1977 и 1978 годах входил в символическую сборную чемпионата.
На драфте НФЛ 1979 года Чарльз был выбран в первом раунде под общим 12 номером командой «Цинциннати Бенгалс». В 1981 году Александер вместе с командой пробился в плей-офф. В матче за чемпионство в АФК против Сан-Диего Чарджерс он заработал 22 ярда на выносе и 25 ярдов на приёме. Сама игра, проходившая 10 января 1982 года, получила название Freezer Bowl, так как проходила при температуре -23 °С. В матче за Супербоул XVI Чарльз набрал 15 ярдов на выносе и 3 ярда двумя принятыми пасами. 